# Pot-de-vin
Ne doit pas être confondu avec Podevin.

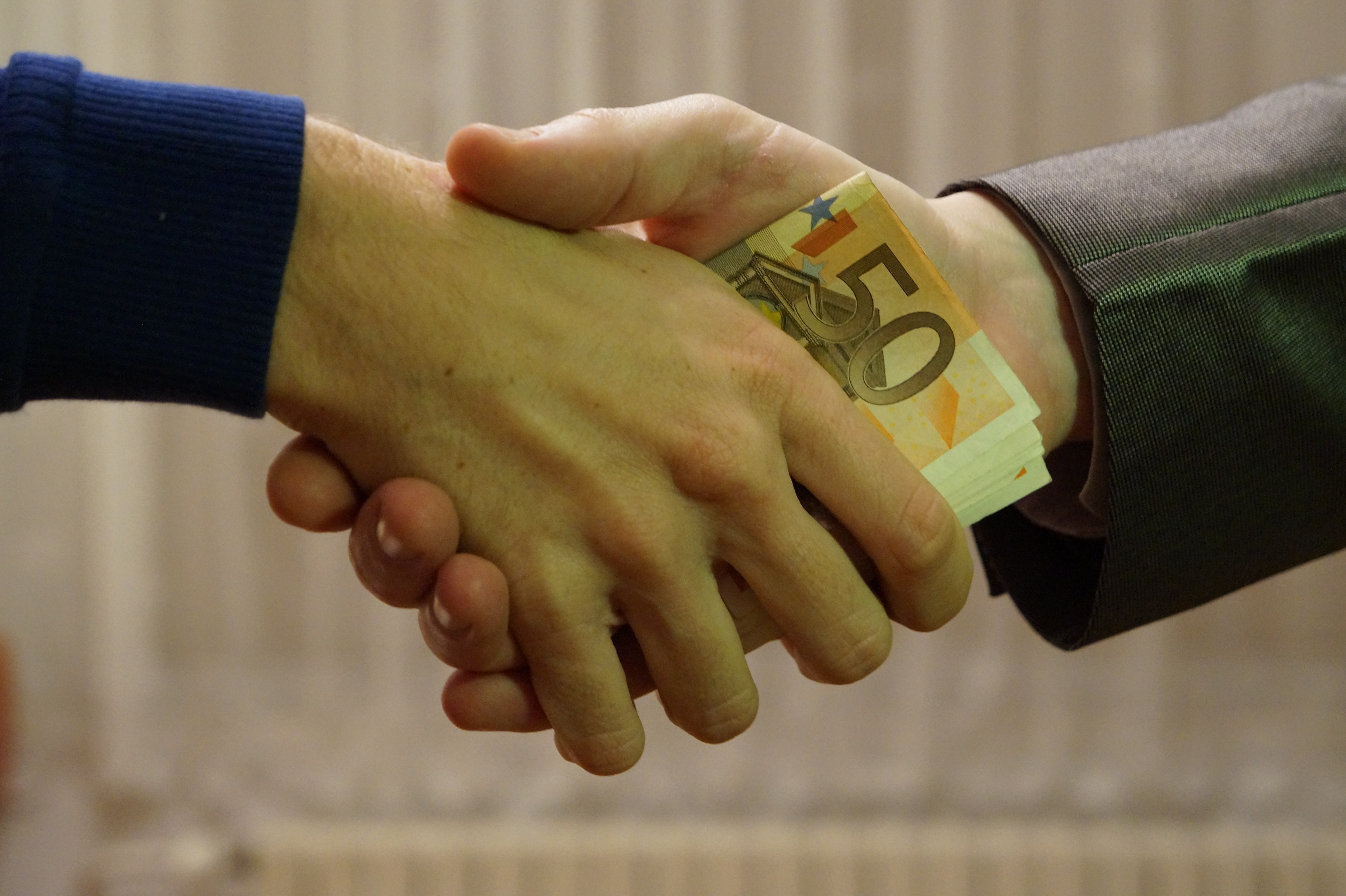
Exemple symbolique de pot-de-vin : des billets échangés lors d'une poignée de mains.

Un pot-de-vin est une somme d’argent qui se donne en dehors du prix convenu, dans un marché, ou pour obtenir quelque chose (d’une façon souvent illégale). Le versement de pots-de-vin est un élément majeur de la corruption.

## En droit

### Droit civil
Dans les Codes civils, le mot pot-de-vin n'est pas généralement utilisé, mais la prohibition des pots-de-vin est couverte par les dispositions concernant la fraude.

#### Droit civil français
En droit français, la fraude en matière civile ne se démarque guère de la fraude pénale[réf. souhaitée]. Il s'agit d'un acte qui a été réalisé en utilisant des moyens déloyaux destinés à surprendre un consentement, à obtenir un avantage matériel ou moral indu, ou réalisé avec l'intention d'échapper à l'exécution des lois[réf. nécessaire].

#### Droit civil québécois
En droit civil québécois, l'article 316 du Code civil du Québec prévoit les conséquences de la fraude à l'égard de la personne morale.

« En cas de fraude à l’égard de la personne morale, le tribunal peut, à la demande de tout intéressé, tenir les fondateurs, les administrateurs, les autres dirigeants ou les membres de la personne morale qui ont participé à l’acte reproché ou en ont tiré un profit personnel responsables, dans la mesure qu’il indique, du préjudice subi par la personne morale. »

### Droit pénal

#### Droit pénal américain
Le Foreign Corrupt Practices Act (FCPA) est une loi fédérale américaine de 1977 pour lutter contre la corruption d'agents publics à l'étranger. Cette loi a un impact international. On parle d'extraterritorialité. Elle concerne l'ensemble des actes de corruption commis par des entreprises ou des personnes, américaines ou non, qui sont soit implantées aux États-Unis, soit simplement cotées en bourse sur le territoire américain ou qui participent d'une manière ou d'une autre à un marché financier régulé aux États-Unis. Elle est notamment mise en œuvre par l'Office of Foreign Assets Control.

#### Droit pénal britannique
La UK Bribery Act (« UKBA ») est la loi britannique relative à la répression et la prévention de la corruption. Cette législation (version originale ou traduite en français) est considérée comme la plus sévère au monde en matière de lutte contre la corruption au sein des entreprises - dépassant effectivement à plusieurs égards les critères déjà très durs de la loi équivalente aux États-Unis, la Foreign Corrupt Practices Act (FCPA) de 1977. L'UKBA s'inscrit dans le cadre d'une lourde tendance mondiale de renforcement de la lutte contre la corruption, dont les législations sont promises à un essor considérable, notamment sous l'impulsion de l'OCDE.

#### Droit pénal canadien
Dans un contexte commercial, le versement de pots-de-vin est réprimé sous l'infraction de la fraude lorsqu'il équivaut à des opérations frauduleuses en matière de contrats et de commerce.
Par contre, d'autres infractions du Code criminel peuvent être déposées lorsqu'il y s'est produit une tentative de corrompre des personnes liées à l'État au moyen de pots-de-vin : corruption de fonctionnaires judiciaires (art. 119 C.cr.), corruption de fonctionnaires (art. 120 C.cr.), fraudes envers le gouvernement (art. 121 C.cr.), abus de confiance par un fonctionnaire public (art. 122 C.cr.), actes de corruption dans les affaires municipales (art. 123 (1) C.cr. , influencer un fonctionnaire municipal (art. 123 (2) C.cr.), influencer ou négocier une nomination ou en faire commerce (art. 125 C.cr.) ou encore l'entrave à la justice (art. 139 C.cr.).

### Common law
En common law, le pot-de-vin est un versement légal d'argent aux fins du droit (law), mais une violation d'un devoir en equity d'agir équitablement dans le cadre d'une fiducie. L'arrêt Attorney General for Hong Kong v Reid est un arrêt de principe sur le versement de pots-de-vin dans le droit des fiducies : 

« [TRADUCTION] Le faux fiduciaire qui a reçu le pot-de-vin en violation d'une obligation doit payer et rendre compte du pot-de-vin à la personne à qui cette obligation était due. En l'espèce, dès que le premier défendeur a reçu un pot-de-vin en violation de ses devoirs envers le gouvernement de Hong Kong, il est devenu débiteur en équity envers la Couronne du montant de ce pot-de-vin. Autant est admis. Mais si le pot-de-vin consiste en un bien dont la valeur augmente ou si un pot-de-vin en espèces est investi avantageusement, le faux fiduciaire recevra un avantage de son manquement à ses obligations, à moins qu'il ne soit responsable non seulement du montant ou de la valeur initiale du pot-de-vin, mais aussi de la valeur accumulée du bien représentant le pot-de-vin. Dès que le pot-de-vin a été reçu, il aurait dû être payé ou transféré immédiatement à la personne qui a souffert de la violation du devoir. L'equity considère comme fait ce qui aurait dû être fait. Dès que le pot-de-vin était reçu, que ce soit en espèces ou en nature, le faux fiduciaire détenait le pot-de-vin sur une fiducie constructoire pour la personne lésée. 
Deux objections ont été soulevées à cette analyse. Premièrement, il est dit que si le fiduciaire est en equity un débiteur envers la personne lésée, il ne peut pas également être un fiduciaire du pot-de-vin. Mais il n'y a aucune raison pour que l'équity ne fournisse pas deux mesures réparatrices, tant qu'ils n'entraînent pas un double recouvrement. Si le bien représentant le pot-de-vin dépasse en valeur le pot-de-vin initial, le fiduciaire ne peut pas conserver le bénéfice de l'augmentation de valeur qu'il a obtenu uniquement du fait de son manquement à son devoir. Deuxièmement, il est dit que si le faux fiduciaire détient des biens représentant le pot-de-vin en fiducie pour la personne lésée, et si le faux fiduciaire est ou devient insolvable, les créanciers ordinaires du faux fiduciaire seront privés de leur droit de garder le produit de ce bien. Mais les créateurs ordinaires ne peuvent pas être dans une meilleure position que leur débiteur. La jurisprudence montre que les biens acquis par un fiduciaire innocemment mais en abus de confiance et les biens qui les représentent de temps à autre appartiennent en equity au bénéficiaire de fiducie et non au bénéficiaire personnellement, qu'il soit solvable ou insolvable. Les biens acquis par un fiduciaire à la suite d'un abus de confiance criminel et les biens qui les représentent de temps à autre doivent également appartenir en equity au bénéficiaire de fiducie et non au fiduciaire, qu'il soit solvable ou insolvable. »